# 剣の女王と烙印の仔
『剣の女王と烙印の仔』（つるぎのじょおうとらくいんのこ）は、杉井光による日本のライトノベル。イラストは夕仁が担当している。MF文庫J（メディアファクトリー）より2009年4月から2011年11月まで刊行された。
メディアミックスとして、『コミックフラッパー』において2012年1月号より2014年3月号にかけてあきやまねねひさによるコミカライズが掲載された。
中世ヨーロッパ風の架空世界を舞台としたファンタジー戦記である。強大な王国とそれに対抗する複数の公国との内戦を背景に、自らの未来を見通す力を持つ少女ミネルヴァと、周囲の者の命運を喰らう力を持つ少年クリストフォロの戦いを描く。

## あらすじ
内戦が続く聖王国の傭兵であるクリストフォロは、どんな戦場でも生き延びてきた為に『星喰らいの獣』と呼ばれて恐れられていた。ある日、戦場で『塩撒き』と呼ばれ、忌まわれていた少女ミネルヴァと出会う。彼女はクリストフォロを「自分を殺す者」と呼んで戦いを挑むが、倒されたのはミネルヴァではなくクリストフォロの方であった。驚くミネルヴァに連行されたクリストフォロは、ザカリア公国の銀卵騎士団に入団することになる。

## 登場人物

### 銀卵騎士団
クリストフォロ
本作の主人公。偽名である「クリス」を名乗っている。額と両手に「獣の烙印」を持って生まれ、不幸を呼ぶとして村の長老に殺されかけるが、母親の手によって蔵の中に隠されて育てられる。七歳のときに村が山賊の襲撃を受けて全滅し、天涯孤独の身となる。以来、傭兵として戦地を渡り歩き、どんな絶望的な任務であっても遂行して自分ひとり生還する《星喰らいの獣》と忌み嫌われる。その額と両手に刻まれたしるしは「冥王オルクスの刻印」であり、刻印を持つ者を殺すたびにその力を食らっていく。初めは周囲の者の命運を喰らうという能力しかなかったが、コルネリウスを倒した後は、死霊を冥府から呼び出して操るなど彼に近い能力を得た。主に聖王国軍側に雇われて戦っていたが、ミネルヴァに敗れて奴隷となり、ザカリア公国の銀卵騎士団に連行されて団長の近衛となる。剣術は自己流だが、幾多の戦場を渡り歩いてきた為に相当な実力者となっており、獣の力を解放した時は凄まじい戦闘力を発揮する。
三大公家の一つであるエピメクス家の血を引き、またミネルヴァの見た「胎果の託宣」によれば彼女の娘の父、すなわちミネルヴァの夫になることが確定している。次第にミネルヴァとの仲は深まっているが、同時に冥王オルクスと運命の神テュケーの持つ運命にも巻き込まれていく。聖王国側のクリスの出自を知る者たちからは、クリストフォロス・エピメクスと呼ばれている。
サンカリヨンを奪還してすぐに、冥王オルクスの真名を聞いて力を制御するためにミネルヴァと別れて単身で聖都に向かう。道中でカーラと遭遇した後、聖都王城でガレリウスと遭遇し地底湖に案内させる。しかし、地底湖で獣の真名がクリストフォロであること、オルクスの刻印が最初から開いておりミネルヴァを我が物にしたいというのが獣の欲望であることに気付き絶望する。そして気を失っている間にガレリウスの間諜である《蛸》によって銀陰宮に運ばれ、ガレリウスからイアコスの刻印の力でクリストフォロという名前にまつわる全ての記憶を奪われることを提案され、ミネルヴァを生き残らせる為にそれを承諾し、記憶の全てを奪われて生ける屍同然の状態になる。そのまま銀陰宮に放置されるが、ガレリウスにモルフェウスの真名の記憶を奪われて能力の使えなくなったティベリウスが銀陰宮にやって来て、ティベリウスの名を聞いた後に襲われる。
ミネルヴァ・サン・ディキマ・イ・フォルトゥナ
本作のヒロイン。銀卵騎士団の近衛で、鎧を一切身につけないかわりに甲冑よりも重い大剣を操り、単身で多くの部隊を壊滅させ、《戦場に塩を撒く死神》、もしくは《塩撒き》と怖れられている少女剣士。その正体は、聖王国から逃げ出した託宣女王であり、その身には運命の神テュケーが宿り、自分に降りかかる危機を見通す予知能力を持つ。戦闘ではその予知能力を最大限に活用しており、鎧を身につけないのは敵の攻撃をすべて見切ってかわせるためである。
王国に残してきた妹シルヴィアが身代わりとして女王の座について苦しんでいることを悔やんでおり、シルヴィアのために聖王国を滅ぼそうと、捨て鉢の戦いに走ることが多い。自分の運命に絶望しているためシルヴィアの苦しみがなくなれば自分はどうなってもいいと考えていたが、その運命そのものを喰らってしまうクリスとの邂逅によって、少しずつ生き方を変えていくことになる。クリスに好意を抱いているが、恋愛経験に疎い為に自分の想いを素直に伝えられない。が、クリスとの絆は深いものになってきている。戦いの中で女王としての責任感に目覚めていき、周囲の人々の想いを共に背負っていこうとする。
フランチェスカ・ダ・ザカリア
銀卵騎士団の団長。ザカリア公国の公女。才色兼備の令嬢で、15歳までに百を超える求婚を断ったなどの武勇伝で知られる。自分にふさわしい男は自分よりも強く美しくなければならず、戦場にしかいないと断じて騎士団に出入りするようになり、やがて指揮官としての才覚を発揮して団長に任命される。美しい者であれば男女を問わずそばに置きたがるため、騎士団に連れてこられたばかりのクリスを自らの近衛に配属する。
数多の作戦を成功させてきた軍略家であり、聖王国からは《ザカリアの女狐》と呼ばれている。普段はミネルヴァの相談役になるなど面倒見の良い性格だが、一度戦場に出れば勝利の為には手段を選ばない冷酷な指揮官となる。当初は聖王国の圧制からの解放を謳っていたが、やがて三大公家と神官団に成り代わって聖王国の実権を握る野望を抱く。
プリンキノポリで行われるコンクラーヴェに出席し、そこで政教分離を図ろうとするも冥界の門が開かれた事と、その後に起きた事件で戦いの女神ベローナの刻印を得たために失敗。以後はベローナの真名である「サン・ディキマ・エ・ベローナ」の称号が付くようになる。
ジルベルト
銀卵騎士団の近衛隊長。フランチェスカに仕える寡黙で忠実な騎士。ミネルヴァと同じ師から剣の手ほどきを受けており、ミネルヴァと互角の実力を持つ。常に主フランチェスカを第一に考える堅物で、クリスのことも最初は元敵兵だから殺すようにと主張するが、やがて自分の太刀を貸し与えるほどに認めるようになる。寡黙な性格とは裏腹に心配性でもあり、無茶をするミネルヴァやクリスの止め役になる事もある。聖王国の憲兵騎士団「黒薔薇騎士団」に所属しており、その地位を利用して聖都に侵入した。その後、王宮の謁見の間の地下にある謎の地底湖の存在を確かめた際に、その場にいたメルクリウスが投げた短剣によって負傷しながらもフランチェスカの元に帰還して、クリスに謎の地底湖の情報を伝えた。
パオラ
銀卵騎士団の衛生兵かつ近衛の一人。まだ幼さの残る少女で、フランチェスカの乳兄弟であり、もともとは影武者として騎士団に入れられた。現在は軍医ニコロの補佐として、騎士団の女たちの医療を請け負う他、ときにはフランチェスカの代理として軍団の指揮を執ることもある。何も無い所で転ぶなどのドジっ娘。次第に激しさを増していく戦いの中で精神を消耗していくが、衛生兵としての責任感と行方をくらましたニコロの教えを守る為に無理やり笑顔を作るようになる。フランチェスカがコンクラーヴェに出席した際、白紙の作戦書をフランチェスカの策と偽りながら連合軍の指揮を執る。カーラの作戦書を見たときに戦を放り出そうとするもザッパニア騎士団長に叱責された事で何とか自分を取り戻し、最終的にサンカリヨンを奪還した。
ニコロ
銀卵騎士団の軍医。片眼鏡をかけた優男で、ことあるごとにフランチェスカやミネルヴァを、というより女子の診療をしたがる軽薄な好色漢。無精ひげが生えている。しかしその外面に反して、ナイフ投げの腕はかなりのもので、フランチェスカと共にしんがりを務めたり、少数精鋭の救出部隊にも参加したりする。パルカイ神群とは相容れぬアンゴーラ人であり、本当の意味での異教徒。本名はニコライ。アンゴーラだけの技術と知識を持っている。実はアンゴーラのスパイで、アンゴーラの侵攻に併せるように騎士団から姿を消し、現在はかつて小姓として仕えていた主人である女帝アナスタシアと行動を共にしている。

### 聖王国
シルヴィア・サン・ディキマ・フォルトゥナ
ミネルヴァの妹。現在の聖王国託宣女王。姉と同じく予知能力があるが、ごく弱いために薬を多用する。非常に思慮深く姉思いであるため、数々の苦しみに耐えて女王の座に留まり続けている。周りに心を許せる人間がいない為に強い人間不信に陥っており、ジュリオの事も当初は全く信用していなかった。しかし、次第に彼と心を通わせるようになる。時折、ミネルヴァと同じ予知をすることがある。ヒエロニヒカによると、予知能力以外のテュケーの力の大半を宿しているとのこと。
聖巡でデクレヒトに滞在している時にアンゴーラ軍の襲撃を受ける。デクレヒトが陥落する寸前にヒエロニヒカによって全身の血を抜き取られて一旦は死亡したが、そのことを見抜いたアナスタシアの刻印の力で生命を与えられ、ヒエロニヒカの身体の内側から強制的に復活させられる。そのまま捕らえられそうになるが、乱入してきたジュリオとメルクリウスに助け出されてデクレヒトから脱出する。
ジュリオ・ジェミニアーニ
シルヴィアの守護騎士。美しい少女のような容貌をした少年で、かつては性別を偽って巫女として育てられたという経歴を持つ。王宮指南役のカーラに剣術の才能を見出され、王国全体でもごくわずかしかいない白薔薇の騎士の地位にまで登り詰める。王太伯ティベリウスの命令で、シルヴィアの考えを探るために側近として送り込まれるが、シルヴィアと心を通わせて支えとなる。純真で強い精神力を持っており、王配候が相手であっても己の意思を貫き通す。自分がシルヴィアへの密偵代わりであったことを知った時は絶望して、ルキウスに命じられるままクリスの命を狙うも失敗。最終的にはシルヴィアの元に戻っていく。アンゴーラ軍の侵攻によって行方不明になったシルヴィアを見つけ出す為に、ティベリウスに自らの身を差し出す。そして、ティベリウスに肉体を乗っ取られたままでメルクリウスと共に北方へ出立し、デクレヒトの女帝アナスタシアの浴室でシルヴィアを発見するが、アナスタシアの武人としての力に圧倒される。しかし、同時期にティベリウスに起こった異変によって肉体の自由を取り戻し、シルヴィアと気を失ったメルクリウスを連れてデクレヒトから脱出する。
コルネリウス・エピメクス
王配候の一人。エピメクス大公家の若い当主で、剣士としても将軍としても名高く、紫薔薇の騎士の地位を持つ。最初にクリスの正体に気づき、危険な戦場に送り込んだり、その力を利用しようとしていた。額と両手に陶酔の神イアコスの刻印があり、剣先で触れた者の身体を操るという力を持っている。クリスとは腹違いの兄であり、本人はそのことに気づいていた。冷酷ではあるが、好色な父親を忌み嫌っており、一族の縁故採用を一切認めなかった。シルヴィアの託宣により彼女の夫となる資格を得るが、婚礼の最中に乱入してきたクリスに殺害された。
ガレリウス・ネロス
王配候の一人。三人の王配候の中では最も年上で、王太伯ティベリウスの弟、ミネルヴァとシルヴィアの叔父にあたる。思慮深く慎重な性格をしているが、大公家のためとあれば他者は顧みない。「蛸」と呼ばれる諜報員たちを配下に多数持っており、情報通である。夢想の神イケロスの刻印があり、相手の心を読むという力を持っていた他、刻印の力が強化された事で相手の記憶を奪えるようになった。王配候として権勢をほしいままにしているが、聖王国の重鎮では一番の常識人で、周囲の個性的すぎる人々に振り回される苦労人。幼少時から多くの人々の心を見てきた為か、自分の能力を強く嫌悪している。また、ジュリオを追い詰めてしまった事に少なからず罪悪感を抱くようになる。
冥王オルクスの真名がクリストフォロであることを知っており、聖都王城に侵入したクリスを地底湖に案内し、真相を知ったクリスが絶望するのを利用して、クリスからほぼ全ての記憶を奪うことに成功する。その後、フランチェスカを聖王国側に有利になるように殺害する策略の為にティベリウスと面会し、自ら望んでモルフェウスの力を植えつけられる。しかし、以前にティベリウスがジュリオの肉体を乗っ取っている最中にティベリウスの意識を読み取っていた為に肉体の自由を奪われることはなく、逆にイケロスの力でティベリウスからモルフェウスの真名の記憶を奪う。そして、ハドリアヌス城砦での和平交渉の場でフランチェスカをモルフェウスの力で支配し、所持する瑠璃の短剣で喉を貫かせようとした。しかし、出席していたフランチェスカが実は影武者のパオラだったことと、フランチェスカが事前に仕掛けていた凄惨な策によって策略を破られ窮地に陥る。同時期にティベリウスに起こった異変によってモルフェウスの力も使えなくなったが、会議場に現れたカーラによって事なきを得る。そして王城に帰還したところ、銀陰宮でティベリウスの遺体を発見する。
ルキウス・グレゴリウス
王配候の一人。冷笑的で嗜虐性のある男。催眠の神ソムヌスの刻印を持ち、周囲の人々の認識力を低下させる能力を持つ。その力を使ってエパベラ周囲に展開する連合軍の砦を次々と陥落させ、更にクリスに致命傷を与えるも、ミネルヴァがテュケーの力を覚醒させた事で失敗する。その後、カーラから渡された作戦書の通りに連合軍を攻撃するが、自身の力を過信して作戦書の内容を連合軍に見せ付けるという失策を犯した末に、クリスに殺害されて能力を奪われる。
ティベリウス・ネロス
王太伯。ガレリウスの兄でミネルヴァとシルヴィアの父親。王城の一角「翡翠宮」の一室に隠栖している。ミネルヴァが幼い頃に彼女の目の前で妻ユリアを殺害しており、この事がミネルヴァが王宮から逃げ出す原因となっている。謁見したジュリオに国家機密をあっさり話すなど、かなり口が軽い。政治には興味は無く、高齢の自分が若返る秘法に固執しており、かつて死んだユリアの血を使って回春の術を行った結果として身体の一部だけが若返り、それ以外の部分は皮膚が無く筋肉繊維が剥き出しの醜い姿になってしまい、その姿はガレリウスを嫌悪させている。幻惑の神モルフェウスの刻印を持ち、他者の身体に自身の精神を乗り移らせて自在に操る能力を持つ。また肉体を乗っ取られた者にも刻印が現れ、増殖していくこともできる。アンゴーラ軍の侵攻によって行方不明になったシルヴィアの救出を願うジュリオの提案を呑み、彼の身体に精神を乗り移らせた。
ハドリアヌス城砦での和平交渉に赴く前のガレリウスと面会した際に、ガレリウス自身の頼みでモルフェウスの力を植えつける。しかし、ガレリウスの策略によって肉体を乗っ取ることは出来ず、逆にイケロスの力でモルフェウスの真名の記憶を奪われて能力が使えなくなる。そして憤怒のままに、冷凍保存してあるユリアの血を使って真名の記憶を取り戻そうと銀陰宮に赴くが、そこで記憶を奪われたクリスと遭遇する。クリスの額の烙印を見て彼の素性に気付き、オルクスの力を奪う為に近くに転がっていたクリスの太刀を拾って襲い掛かる。しかしその後、王城に帰還したガレリウスが銀陰宮でティベリウスの遺体を発見する。
デュロニウス・エピメクス
コルネリウスの父親。しかし、親子そろって家族愛というものは存在していない。戦いの際は敵地であろうと自国領であろうとかまわず掠奪行為を行う残虐な軍人で、長らく中央からは遠ざけられ盗賊同然な傭兵稼業に身を落としていたが、コルネリウスの死によってエピメクス大公家の当主代行となり、後に将軍職を得る。好色、殺戮、略奪を思うままに振るう節操のない男だが、軍事力だけはガレリウスも認めていた。フランチェスカの動きに不審を抱き、先手を取る事で銀卵騎士団を窮地に陥れるなど奸智に長けている。
恐慌の神フォボスの刻印を持ち、周囲の者の精神を破壊し、崩壊させる能力を持つ。また、獣の力を解放する事で人間を超越した身体能力を引き出すことが可能。だが、それを差し引いても軍人としても剣士としても高い力量を誇る。
クリストフォロの実の父親であり、略奪したクリスの母親を毎晩獣のように犯し続け、身篭らせた。そのまま村に返せばどうなるか、という理由で母親を解放。彼女の乳房についている赤い痣は、夜伽の際に噛み付いた痕である。
クリスと似ても似つかない巨漢だが、剣の扱いだけは通じるものがあり、ミネルヴァを圧倒した。ジュリオの一撃で致命傷を負うも獣の力を解放させて敵味方見境無く攻撃するが、自分と同様、獣の力を解放させたクリスに片腕を潰されて敗北。命乞いをするも額を貫かれて絶命した。
ヒエロニヒカ
女王の側近である神官団の長、最上位の巫女である大院司。テュケーの従属神スミュルナの紋章が刺繍された衣を常に纏い、長きにわたって若さを保ち続けている不気味な女で、アナスタシアとも古い知り合いである。シルヴィアから託宣を得るためには手段を選ばない冷酷さを持つ。女王の側近という立場を利用して、三大公家と権力争いをしている。託宣女王の血に時間を巻き戻す効果がある事に気づき、己の若さを保つ為に代々の託宣女王の生き血を啜っていた。何らかの使命を自らに課しているようで、権力争いや若さを保ってきたのは使命を遂行する為に行ってきたことのようである。スミュルナの刻印を持つらしく、聖王国の古い記録に刻印を発現させた事が記録されている。シルヴィアの聖巡の最中にアンゴーラ軍の襲撃に遭い、シルヴィアをいずこかに逃がすも自身は虜囚となって拷問にかけられる。その後、アナスタシアにデクレヒト陥落寸前にシルヴィアの全ての血を己が身に取り込んでテュケーの血統を守ろうとしたことを見抜かれ、アナスタシアのイノ・モルタの刻印の力でシルヴィアを強制的に復活させられたことで、身体を内側から引き裂かれて死亡した。
アルビレオス
大将軍。若くして軍部の頂点に登り詰めた有能な軍人。ジュリオと同じく白薔薇の騎士であり、一流の剣士。部下たちにも慕われている。ジュリオを高く評価しており、彼を暗殺者に仕立て上げたガレリウス達に苦言を呈した。策謀家でもあり、ヒエロニヒカやティベリウスの秘密を握っている。シルヴィアと親密になったジュリオを抹殺するべく、カンナヴァーロに暗殺を依頼するが失敗する。
カーラ
王宮指南役。奔放な女性剣士で、職務を弟子のジュリオに任せきりにして諸国を遊び歩いていた。ミネルヴァやジルベルトの師でもあり、「アルビレオスとジュリオの二人がかりでもかなわない」「ミネルヴァとジルベルトが二人ずつ居て四方から攻撃してもかなわない」と評される圧倒的な実力の持ち主。兵法にも通じており、フランチェスカとパオラに兵法の基本を教授した。ジュリオの無罪が証明された後に、メルクリウスを新しい弟子にした。幼少のミネルヴァを王宮の外に逃がした張本人。「美しいものは愛でて、強い奴は倒す」と公言しており、ミネルヴァ達に剣術や兵法を教えたのも自分と戦える相手を欲した為で、フランチェスカをして「最悪の敵」と言わしめている。本作における狂言回し的存在であり、傲岸不遜な言動や本質を見通すかのような言葉で周囲を引っ掻き回す。
ネルビロ・カンナヴァーロ
薔薇騎士団剣審院の長官。30年以上も長官を務めている老人で、干からびた瓜と揶揄される事もあるが、老いてもなおジルベルトを圧倒する剣士である。王国軍とは一定の距離を置いており、アルビレオスを危険視している。また、ジルベルトに裏切りを唆した。後にジュリオの暗殺をアルビレオスから依頼されて実行に移し、一旦はジュリオに致命傷を与えるも、シルヴィアがテュケーの力を発現した事で失敗し、ジュリオに額を貫かれて死亡した。
メルクリウス・エピメクス
エピメクス大公家の次期当主で、コルネリウスとクリスの甥。天才的な力量を持った剣士であり、僅か12歳で紫薔薇騎士章を授与された。光明の神ポイボスの刻印を持ち、他の刻印の力を増幅させる能力を持つ。幼い故の無邪気さと残酷さを併せ持っており、話をする時は自分の事を「メル」と呼ぶ。一方で両親の温もりを恋しがるなど、子供らしい姿も見せている。シルヴィアやジュリオに懐き、2人にとって弟ような存在となる他、素質に目を付けたカーラに半ば強制的に弟子にされて弄り倒されている。ジュリオの暗殺を謀った近衛兵数名を殺害した事で軟禁状態となる。その後、アンゴーラ軍の侵攻によって行方不明になったシルヴィアの捜索の為に釈放され、捜索隊の指揮官としてティベリウスの意識に肉体を乗っ取られたジュリオに同行する。
そして、ティベリウスの刻印の力でデクレヒト城砦のアナスタシアの浴室に踏み込んだところシルヴィアを発見して救出しようとするが、アナスタシアの武人としての力に圧倒されて負傷する。しかし、気を失う寸前にポイボスの力でアナスタシアの刻印の力を暴走させたことでアナスタシアが気絶し、シルヴィアと肉体の自由を取り戻したジュリオによって気を失ったまま運び出され、デクレヒトから脱出する。

### アンゴーラ帝国
アナスタシア・ゴルゾヴァ・アンゴルナ
アンゴーラ帝国を支配する女帝。外見は10歳前後の幼女に見えるが、ヒエロニヒカ同様、託宣女王の血筋に繋がる女性達の血で若返っており、実際はかなりの高齢である。冷酷かつ残忍な性格をしており、夫や実の息子達ですら手にかけた。託宣女王の血を巡って激しい権力闘争を行ってきており、現在の身体になったのも息子に毒殺されかけた為である。生命の流転を担う女神イノ・モルタの刻印を持ち、一瞬にして相手の生命を奪う力を持つ。己の若さを保つ為にミネルヴァやシルヴィアを奪うべく、聖王国に侵攻する。かつて小姓として使えていたニコライ（ニコロ）を間諜として送り込み、帰還したニコロを今でも側に置いている。
エゴール
アンゴーラ軍の師団長。かつてはアナスタシアの夫である皇帝ガルゾフの禁衛兵見習いであり、同年代のアナスタシア付き小姓であったニコロと親交を持っていた。シルヴィア捜索隊の責任者でもあった。

## 地理
聖王国
託宣女王が支配する、広大な領地を持つ王国。女王の予知能力を利用することによって権力を増大させてきた。女王直轄領の他に、多数の属領を持つ。現在は東方七公国の叛乱によって内戦が続いている。首都は聖都（サンチュリオ）。
東方七公国
女王直轄領の東に固まっている、歴史ある七つの公国。プリンキノポリの盟約によって結託し、連合公国軍を結成して聖王国に叛旗を翻す。
ザカリア
東方七公国南西に位置する海に面した温暖な領地を持つ公国。交易が盛んで経済力があり、七公国筆頭とされる。銀卵騎士団の所属国。
ザカリエスコ
ザカリアの中心都市。海に面している。ザカリア公爵の居城があり、フランチェスカらもここに住んでいる。
メドキア
東方七公国西部に位置する最も聖都に近い公国。
サンカリヨン
メドキアの中心都市。メドキア公爵の居城があり、逃亡した総主教はここに匿われるが、聖王国軍の攻撃を受け占領される。その後、パオラが指揮する連合軍によって奪還される。
エパベラ
サンカリヨンの東にある都市。総主教亡き後、フランチェスカが中心となってこの地で新たな盟約が結ばれた。
ラボラジア
東方七公国北部に位置する国。アンゴーラに最も近い位置にある為に、幾度もアンゴーラとの最前線になってきた。
リドリア
ラボラジア最北にある小さな村。アンゴーラの侵攻に備えて、ラボラジアの騎士団が常時一個大隊ほど駐屯している。アンゴーラの侵攻で瞬く間に制圧された。
キセルキニア
東方七公国北西部に位置する国。
ケルマニア
東方七公国北東部に位置する国。
ザッパニア
東方七公国東部に位置する国。
コモンドール
東方七公国南東部に位置する国。
プリンキノポリ
パルカイ教会の総本山がある宗教都市。七公国の同盟はここで結ばれた。連合公国軍の精神的な柱であったために真っ先に聖王国軍の攻撃を受け、大教会は陥落し、総主教はメドキアに逃亡した。クリスはこの大教会攻撃に先陣として参加し、ひとり生き残って門を破っている。一年後、銀卵騎士団によって奪回される。
アンゴーラ帝国
聖王国の北方にある大国。聖王国とは長年に渡って敵対関係にあり、戦いの時は氷象と呼ばれる巨獣を使用する。聖王国各地にスパイを放って侵略の準備を整えると、女帝アナスタシア自らが軍勢を率いて聖王国に侵攻してきた。
断絶城塞
アンゴーラ南部にある巨大な要塞。元は皇族の離宮として建造されたものだが、聖王国との関係が悪化するに従って増築を重ね、現在は島一つを覆い尽くす程の規模となっている。

## 用語
託宣女王
聖王国の王。王室は聖王家と呼ばれ、女しか生まれない血統である。予知能力の由来となる運命の神テュケーの力を代々引き継いできた。自分の身に降りかかる危機しか予知できないが、この力を様々な形で神官団や三大公家に利用されている。実の所、託宣の力はテュケーの力の極一部に過ぎず、真の力は周囲の人々の運命を自在に操る能力を持つ。
刻印
神々の力を持った者の、額及び両手に刻まれている痣のような印。紋様に個体差があり、それぞれが神々のうちの一柱をしめしており、固有の異能を有している。活性化すると青く発光する。三大公家の異能はいずれも「黒き獣」の力の一部であり、「獣」の紋様を持つクリスが彼らを殺害していくと力を取り戻していくようになっている。一方、アナスタシアやミネルヴァの紋様は神そのものの力であり、能力は三大公家の力より上である。

## 既刊一覧

### 小説
- 杉井光（著）・夕仁（イラスト）、メディアファクトリー〈MF文庫J〉、全8巻
  - 『剣の女王と烙印の仔I』、2009年4月30日初版発行（4月24日発売[2]）、ISBN 978-4-8401-2755-4
  - 『剣の女王と烙印の仔II』、2009年7月31日初版発行（7月24日発売[3]）、ISBN 978-4-8401-2844-5
  - 『剣の女王と烙印の仔III』、2009年10月31日初版発行（10月23日発売[4]）、ISBN 978-4-8401-3059-2
  - 『剣の女王と烙印の仔Ⅳ』、2010年1月25日初版発行（同日発売[5]）、ISBN 978-4-8401-3162-9
  - 『剣の女王と烙印の仔V』、2010年5月31日初版発行（5月25日発売[6]）、ISBN 978-4-8401-3404-0
  - 『剣の女王と烙印の仔VI』、2010年9月30日初版発行（9月24日発売[7]）、ISBN 978-4-8401-3506-1
  - 『剣の女王と烙印のVII』、2011年2月25日初版発行（同日発売[8]）、ISBN 978-4-8401-3817-8
  - 『剣の女王と烙印の仔VIII』、2011年11月23日初版発行（11月25日発売[9]）、ISBN 978-4-8401-4296-0

### 漫画
- 杉井光（原作）・夕仁（キャラクター原案）・あきやまねねひさ（作画）、メディアファクトリー〈MFコミックス フラッパーシリーズ〉、全4巻
  1. 2012年4月23日発売[10]、ISBN 978-4-8401-4455-1
  2. 2013年1月23日発売[11]、ISBN 978-4-8401-4788-0
  3. 2013年8月23日発売[12]、ISBN 978-4-8401-5310-2
  4. 2014年3月22日発売[13]、ISBN 978-4-04-066506-1